# Suchowce (obwód rówieński)
Suchowce (ukr. Сухівці, Suchiwci) – wieś na Ukrainie, w obwodzie rówieńskim, w rejonie rówieńskim. W 2001 roku liczyła 551 mieszkańców.

## Historia
W 1595 Suchowce, wraz z miasteczkiem Żuków oraz folwarkami i wsiami: Stary Żuków, Nowosiółki, Nowy Staw, Radochówka, Humienniki, Sudrowce i Podżuków zostały sprzedane za 50 tys. złotych polskich przez Aleksandra Prońskiego, kasztelana trockiego, i jego żonę Fiodorę Sanguszkówną Adamowi Gorajskiemu z Goraja
W okolicach tej miejscowości w 1920 rozgrywała się bitwa pod Równem.
W latach 1921–1945 Suchowce leżały w Polsce, w województwie wołyńskim, w gminie Dziatkiewicze.
W czasie okupacji niemieckiej Ukrainiec Iwan Hajduszenko ukrywał tutaj siedmioro Żydów, za co w 2019 roku Instytut Jad Waszem uhonorował go tytułem Sprawiedliwego wśród Narodów Świata.